# Rebellion der Verlorenen
Rebellion der Verlorenen ist ein dreiteiliges im Auftrag des Südfunk Stuttgart hergestelltes, deutsches Fernsehspiel von Fritz Umgelter mit Joachim Teege, Hermann Treusch, Martin Lüttge und Peter Danzeisen in den Hauptrollen. Die Geschichte basiert auf dem gleichnamigen, 1963 publizierten Roman von Henry Jaeger.

## Handlung
Der Film spielt um 1960 in Westdeutschland. Heinrich Kühn, ehemals Buchhalter und heute Toilettenmann, hat drei erwachsene Söhne, wie sie unterschiedlicher nicht sein könnten. Während der zweimalige Witwer mit seinem kleinen, bescheidenen Leben ganz zufrieden ist, gärt es in den drei Söhnen David, Alex und Paul. David, Heinrich Kühns Stiefsohn, hat als Jugendlicher eine Dummheit begangen und ist daraufhin für fünf Jahre in die französische Fremdenlegion eingetreten. Dort hat man ihm beigebracht, dass ein Menschenleben nicht viel gilt. Aus dem Dienst in Indochina und Algerien hat er bei seiner Rückkehr nach Deutschland eine lange, große Narbe im Gesicht und eine zynische Lebenseinstellung heimgebracht. Alex, eigentlich Kaufmann, scheint eine Karriere als Läufer zu machen, seine Zeiten sind ausgezeichnet, und er soll die Bundesrepublik bei den nächsten Olympischen Spielen in Rom vertreten. Seiner beruflichen Karriere sieht er ganz zuversichtlich entgegen. Der jüngste der Drei ist Paul, Typus unscheinbarer Schuljunge. Ihm scheint nichts zu gelingen, und da ihn zu seinem Verdruss auch die Frauen geflissentlich übersehen, mangelt es ihm an Selbstbewusstsein.
Heimkehrer David hat große Mühe, sich im Deutschland der Wirtschaftswunderzeit, das sich seit seinem Weggang sehr verändert hat, zurechtzufinden. All seine Bemühungen, in regulären Jobs zu reüssieren, scheitern, so auch die als Fahrer des herrischen und despotischen Firmendirektors Belling. Der Reichtum, den David auf Bellings Seite sieht, lässt in ihm den Glauben wachsen, dass man es auf ehrliche Weise im Leben zu nichts bringt. Auch die Sportlerkarriere von Alex zerstiebt schlagartig: Sein Schwiegervater in spe, Autohändler Jablonsky, hat Alex’ Konterfei für Produktwerbung missbraucht – in Zeiten strengster Trennung zwischen Amateur- und Profisport ein eklatanter Regelbruch. Alex wird für zwei Jahre gesperrt und muss seine Olympiateilnahme in Rom begraben. Damit ist er für Jablonsky als Werbeträger nicht länger interessant, und der Autohändler hintertreibt die Heiratspläne seiner Tochter Jutta, die Alex schließlich verlässt. Ein Gespräch mit einem Bekannten lässt in David den Gedanken reifen, es als Krimineller zu versuchen. Eine lohnenswerte Beute ist bereits im Visier: Lohngelder von Pauls Firma. Es braucht einige Zeit, bis auch Alex derart am Boden liegt, dass er sich auf Davids Plan einlässt.
Der Überfall auf die Lohngelder geht schief; ein Angestellter wehrt sich, und David schießt ihn nieder. Der Mann stirbt. Daraufhin versteckt man die Millionenbeute vorübergehend in einem Bahnhofsschließfach. Paul, der an dem eigentlichen Überfall nicht teilnahm, da man ihn zu leicht hätte identifizieren können, soll das deponierte Geld abholen. Angewidert von Davids Eiseskälte, mit der dieser den Angestellten erschossen hatte, will Alex, nachdem nun die Beute aufgeteilt wurde, nichts mehr mit seinem Stiefbruder zu tun haben. Während David mit seinem Anteil groß ins Waffengeschäft einsteigen will, kehrt Alex zu seiner Exfreundin Elfi zurück und heiratet sie. Beide eröffnen eine Tankstelle. Dass sein Bruder eine bürgerliche Existenz begründen will, ruft in David denselben Wunsch hervor, und er versucht die Bardame Martha für dieses Ziel zu gewinnen. Schließlich unternimmt auch der linkische Pechvogel Paul, der noch nie bei Frauen landen konnte, einen weiteren (erneut erfolglosen) Versuch, seine Bekannte Erika für sich zu gewinnen, doch die ist noch immer überhaupt nicht an ihm interessiert und lässt ihn abblitzen.
Paul ist mehr und mehr frustriert, dass all sein Geprotze mit dem geraubten Lohngeld ihn in den Augen der Damenwelt nicht attraktiver macht. Als er mit einem geliehenen Porsche, der ihn 80 DM pro Tag kostet, bei Alex’ Tankstelle auftaucht, wäscht Alex ihm gehörig den Kopf, denn Alex befürchtet, dass Pauls finanziell großspuriges Gebaren bald die Polizei auf ihn aufmerksam machen könnte. Mit seinem kleinen Angestelltengehalt könne Paul jedenfalls diesen Lebensstil nicht glaubhaft machen. David und Paul haben ihre Anteile an der Beute in einer Kiste im Wald vergraben. Als Paul eines Nachts für David 10.000 Mark aus dem Versteck herausholen soll, kommt ein Streifenwagen vorbei. Den Polizeibeamten fällt der unbeleuchtete Porsche auf. Paul kann das Misstrauen der beiden Polizisten zerstreuen, als sie ihn kontrollieren. Noch in derselben Nacht läuft ihm ein Dalmatiner vor das Auto. Bei der Vollbremsung überschlägt sich der Porsche, und Paul kommt ums Leben. Da Paul bei der letzten Grabung den Geldkoffer an einer anderen Stelle versteckt und David ihm bei der Beschreibung der neuen Lage nicht richtig zugehört hatte, kommt nun auch David nicht mehr an seinen Anteil der Diebesbeute. In Panik stochert er bei strömendem Regen mit einer Eisenstange an mehreren möglichen Stellen in den Waldboden. Dabei erleidet er eine Lungenentzündung und muss ins Krankenhaus.
Zurück bei Martha, spricht er erstmals mit ihr über den Raubüberfall, von dem die Barfrau bislang nichts wusste. Kaum genesen, fahren er und Alex zu derjenigen Stelle, wo dieser sein Geld vergraben hat. Dort versucht Alex, den ungeliebten Halbbruder zu erschlagen, hält aber nach einigen Schlägen plötzlich inne. Wieder daheim bei Martha, beginnt David darüber zu fabulieren, wie es wäre, wenn Martha ihn töten würde. Die hält ihn für komplett wahnsinnig. Sie sucht einen Rechtsanwalt auf und erzählt diesem, was sie von Davids und Alex’ Beteiligung am Raubüberfall weiß. Die ausgelobten 50.000 DM Belohnung scheinen Martha sehr verlockend. Kommissar Klose verhaftet daraufhin Alex Kühn und spricht auch beim alten Vater vor. Er fällt angesichts der seinen Söhnen vorgeworfenen Taten aus allen Wolken. In einem verzweifelten Anfall von Vaterliebe nimmt er am nächsten Tag gegenüber dem Polizeikommissar alle Schuld auf sich und behauptet, er habe den Überfall im Alleingang verübt. Natürlich glaubt man ihm kein Wort. Kühn darf wieder gehen. Direkt vor dem Polizeirevier wird der in seinen Gedanken versunkene Alte von einem Auto angefahren und stirbt sofort. Als Alex zum Verhör abgeholt wird und vom Tod seines Vaters erfährt, legt er endlich ein Geständnis ab. Derweil ringt David, der aus seiner Legionärszeit eine niemals ganz auskurierte Malariaerkrankung mitbrachte und durch die Lungenentzündung stark geschwächt ist, mit dem Tode. Die Rebellion der Verlorenen ist auf ganzer Linie gescheitert.

## Produktionsnotizen
Der Dreiteiler wurde in der ARD an drei verschiedenen Tagen zur jeweils besten Sendezeit (20 Uhr 15) gezeigt: am 30. Oktober, am 1. November und am 2. November 1969.
Heinz Schulz übernahm die Produktionsleitung. Jürgen Schmidt-Oehm entwarf das Szenenbild, Ilse Dubois die Kostüme.
Hauptdarsteller Teege starb unmittelbar nach der Uraufführung der drei Filme.

## Wissenswertes
Vorlageautor Henry Jaeger erging es nach 1945 zunächst so wie vielen jungen Männern der sog. “Verlorenen Generation”: Desillusioniert aus dem Zweiten Weltkrieg heimgekehrt, fand er zunächst keinen Anschluss an die Zivilgesellschaft. Er geriet auf die schiefe Bahn und stieg schließlich zum Anführer einer berüchtigten Gangsterbande auf, die Mitte der 1950er Jahre eine Reihe von bewaffneten Raubüberfällen verübte. Er und seine Komplizen wurden 1955 nach einem Postraub gefasst. Die Beute: umgerechnet rund 40.000 Euro. Jaeger galt als hoffnungsloser Fall und wurde mit einer Gefängnisstrafe von zwölf Jahren bedacht. Hinter Gittern begann er über sein bisheriges Leben zu reflektieren und Romane zu schreiben, die zum Teil autobiografische Züge trugen. Schon sein Erstling Die Festung, 1964 als Verdammt zur Sünde mit Martin Held und Hildegard Knef verfilmt, wurde ein großer Erfolg. Mit dem Ergebnis der Umsetzung von seinem Roman „Rebellion der Verlorenen“ zeigte sich Henry Jaeger überhaupt nicht zufrieden, er meinte “Was von meinem Stoff übrig geblieben ist, ist ein Krimi nach der Art des „Stahlnetz“”.

## Rezeption
Egon Netenjakob schrieb in seinem Handbuch zum deutschen Fernsehen, der Dreiteiler beleuchte „begründet einen Kriminalfall gesellschaftspolitisch“.
Moviepilot.de stellte eine schauspielerische Leistung besonders heraus: “Die Spannung geriert nicht zuletzt aus der Verschiedenheit der Brüder. Besonders brillant: Martin Lüttge als zurückgekehrter Fremdenlegionär.”